# Đá Tư Nghĩa
Đá Tư Nghĩa (tên cũ: đá Huy Gơ; tiếng Anh: Hughes Reef hay Hugh Reef; tiếng Trung: 东门礁; bính âm: Dōngmén jiāo, Hán-Việt: Đông Môn tiêu) là một rạn san hô thuộc cụm Sinh Tồn của quần đảo Trường Sa. Đá chỉ nổi khỏi mặt nước khi thủy triều xuống.
Đá Tư Nghĩa hiện do Trung Quốc kiểm soát. Đá này là đối tượng tranh chấp giữa Việt Nam, Đài Loan, Philippines và Trung Quốc.

## Lịch sử
Ngày 28 tháng 2 năm 1988, Trung Quốc đưa quân chiếm giữ đá Tư Nghĩa. Nước này đã xây dựng một tòa nhà hai tầng cùng với công sự phòng thủ tại đây.
Năm 2018, sau khi Trung Quốc hoàn thành quá trình bồi đắp đảo hoàn toàn nhân tạo trên đá Tư Nghĩa, thì diện tích đảo nhân tạo này lên tới khoảng 0,081 km².

## Hình ảnh
| 1 | Đá Gạc Ma     |
| 2 | Đá Trà Khúc   |
| 3 | Đá Len Đao    |
| 4 | Đá Phúc Sĩ    |
| 5 | Đá Văn Nguyên |
| 6 | Đá Ninh Hòa   |
| 7 | Đá Vị Khê     |
| 8 | Sinh Tồn Đông |

| 9  | Đá An Bình   |
| 10 | Đá Ba Đầu    |
| 11 | Đá Đức Hòa   |
| 12 | Đá Bãi Khung |
| 13 | Đá Bình Sơn  |
| 14 | Đá Tư Nghĩa  |
| 15 | Đá Bia       |
| 16 | Đá Ken Nan   |

| 17 | Đá Bình Khê   |
| 18 | Đá Nhạn Gia   |
| 19 | Đảo Sinh Tồn  |
| 20 | Đá Sơn Hà     |
| 21 | Đá Nghĩa Hành |
| 22 | Đá Tam Trung  |
| 23 | Đá Cô Lin     |

| 1 | Đá Gạc Ma     |
| 2 | Đá Trà Khúc   |
| 3 | Đá Len Đao    |
| 4 | Đá Phúc Sĩ    |
| 5 | Đá Văn Nguyên |
| 6 | Đá Ninh Hòa   |
| 7 | Đá Vị Khê     |
| 8 | Sinh Tồn Đông |

| 9  | Đá An Bình   |
| 10 | Đá Ba Đầu    |
| 11 | Đá Đức Hòa   |
| 12 | Đá Bãi Khung |
| 13 | Đá Bình Sơn  |
| 14 | Đá Tư Nghĩa  |
| 15 | Đá Bia       |
| 16 | Đá Ken Nan   |

| 17 | Đá Bình Khê   |
| 18 | Đá Nhạn Gia   |
| 19 | Đảo Sinh Tồn  |
| 20 | Đá Sơn Hà     |
| 21 | Đá Nghĩa Hành |
| 22 | Đá Tam Trung  |
| 23 | Đá Cô Lin     |

| 1 | Đá Gạc Ma     |
| 2 | Đá Trà Khúc   |
| 3 | Đá Len Đao    |
| 4 | Đá Phúc Sĩ    |
| 5 | Đá Văn Nguyên |
| 6 | Đá Ninh Hòa   |
| 7 | Đá Vị Khê     |
| 8 | Sinh Tồn Đông |

| 9  | Đá An Bình   |
| 10 | Đá Ba Đầu    |
| 11 | Đá Đức Hòa   |
| 12 | Đá Bãi Khung |
| 13 | Đá Bình Sơn  |
| 14 | Đá Tư Nghĩa  |
| 15 | Đá Bia       |
| 16 | Đá Ken Nan   |

| 17 | Đá Bình Khê   |
| 18 | Đá Nhạn Gia   |
| 19 | Đảo Sinh Tồn  |
| 20 | Đá Sơn Hà     |
| 21 | Đá Nghĩa Hành |
| 22 | Đá Tam Trung  |
| 23 | Đá Cô Lin     |

| 1 | Đá Gạc Ma     |
| 2 | Đá Trà Khúc   |
| 3 | Đá Len Đao    |
| 4 | Đá Phúc Sĩ    |
| 5 | Đá Văn Nguyên |
| 6 | Đá Ninh Hòa   |
| 7 | Đá Vị Khê     |
| 8 | Sinh Tồn Đông |

| 9  | Đá An Bình   |
| 10 | Đá Ba Đầu    |
| 11 | Đá Đức Hòa   |
| 12 | Đá Bãi Khung |
| 13 | Đá Bình Sơn  |
| 14 | Đá Tư Nghĩa  |
| 15 | Đá Bia       |
| 16 | Đá Ken Nan   |

| 17 | Đá Bình Khê   |
| 18 | Đá Nhạn Gia   |
| 19 | Đảo Sinh Tồn  |
| 20 | Đá Sơn Hà     |
| 21 | Đá Nghĩa Hành |
| 22 | Đá Tam Trung  |
| 23 | Đá Cô Lin     |